# 류조지 다카후사
류조지 다카후사(일본어: 龍造寺高房 りゅうぞうじ たかふさ[*], 덴쇼 14년(1586년) ~ 게이초 12년 음력 9월 6일(1607년 10월 26일))는 아즈치모모야마 시대부터 에도 시대 초기까지의 다이묘이다. 히젠 사가번주를 지냈다.
류조지 마사이에의 사남으로 태어나 후에 사가 번조 나베시마 나오시게의 양자가 되었다.

## 생애
덴쇼 14년(1586년) 류조지 마사이에의 4남으로 탄생.
아버지, 마사이에가 병약했기 때문에 덴쇼 15년(1590년)에 불과 5세로 가독을 상속했다. 그러나, 사가번의 실권은 도요토미 히데요시의 승인 아래 중신인 나베시마 나오시게랑 그 아이 가쓰시게에 쥐어졌다. 그래서 당시의 사가번은 이름을 류조지씨가 갖고 사실을 나베시마씨가 쥐겠다는 잠정적인 이중 통치 체제였다. 류조지 마사이에, 하시바 성과 도요토미 성이 모두 주어진 것에 나베시마 나오시게, 가쓰시게에는 도요토미의 본성만이 주어졌다. 후에, 다카후사도 하시바 성이 주어졌다.
마사이에 처음 류조지 가문은 히젠의 지배권을 류조지씨에게 되돌릴 수 있도록, 다카후사의 성인 이후번의 정치를 다카후사와 취지의 신청 글을 직무에 적어 줌과 동시에, 다카후사를 직무의 양자로 하는 등의 손을 쳤지만, 반대로 조선 출병과 세키가하라 전투등을 통해서 나베시마씨의 히젠 지배는 더욱 공고화되면서 이들 조치의 의미는 실질적으로 없어졌다.
다카후사는 직무의 손녀를 얻는 여러 대부으로서 에도 막부에 따르는 신세가 됐고 도쿠가와 이에야스의 인질이 되어 있었지만, 게이초 12년(1607년) 나베시마씨로 실권을 쥐고 분개하고 실망하고 방을 살해하고 스스로도 배를 참리사자려다 못하고, 그때의 상처를 양생하기 위해서 히젠 귀환을 허용되었지만, 고향에서 다시 자해에 이르는 향년 22세로 사망했다.
다카후사는 사후 불과 1개월 후에는 히젠에 은거하고 있는 아버지, 마사이에도 급사하고 막부는 사가번 류조지 가문의 가독에 대해서 고향에서 류조지 가문을 부르고 물었다만, 일문은 가쓰시게는 사가번를 잇다에 적합하다고 답했고 결국 가쓰시게가 류조지 가문의 가독을 잇는 형태로 사가 번 35만 7천석을 얻게 되었다. 나베시마씨 사가번에서는 다카후사의 동생 아라가 류조지 종가로 취급 받았지만, 무라타와 개성 하다 자손은 에도 막부 말기까지 나베시마씨를 시중들었다.
또한 다카후사의 유아에 하쿠안이 있고, 류조지 계명을 자처하며 류조지씨의 당주로 히젠 사가번을 나베시마 씨의 손에서 되찾고 막부에 냈지만 결국 받아들여지지 않았다.

## 족보
- 부친 : 류조지 마사이에 (1556 ~ 1607)
- 모친 : 미상
- 양부 : 나베시마 나오시게 (1538 ~ 1618)
- 정실 : 즈이코인 (생년 미상 ~ 1607) - 나베시마 나오시게의 양녀, 나베시마 시게루의 이장녀
  - 생모 불명의 자녀
- 남자 : 류조지 계명 - 하쿠안(伯庵)

## 같이 보기
- 나베시마 소동

| 전임 류조지 마사이에 | 제21대 무라나카 류조지가 당주 1590년 ~ 1607년 | 후임 단절 |

|  | 사가번 번주 (류조지가) 1590년 ~ 1607년 | 후임 나베시마 가쓰시게 |